# Sylvie Germain

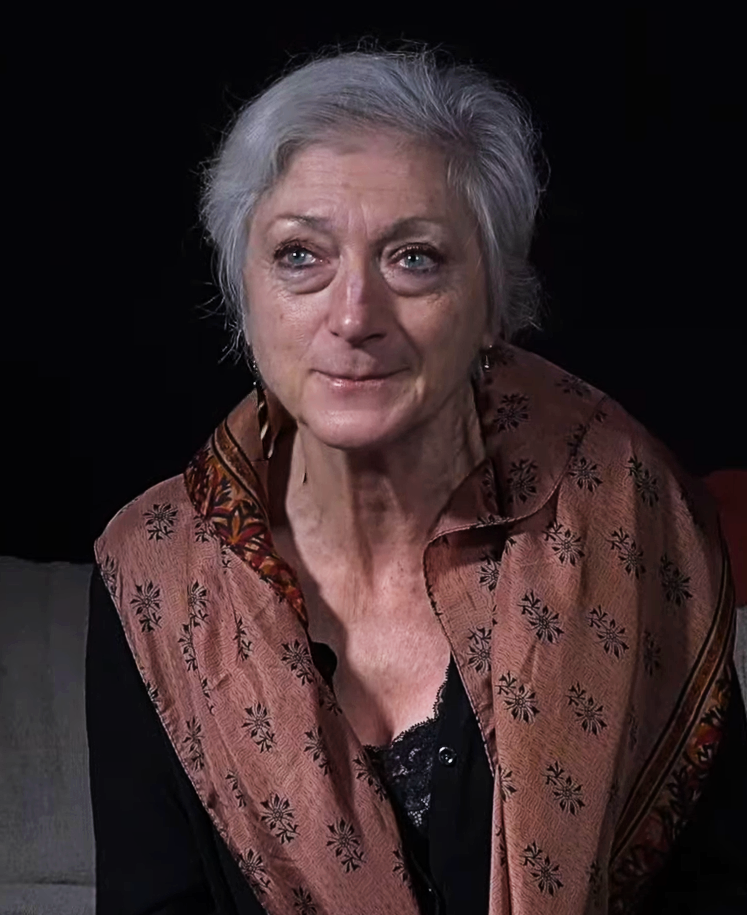
Sylvie Germain (2019)

Sylvie Germain (* 8. Januar 1954 in Châteauroux) ist eine französische Autorin.

## Leben
Sylvie Germain studierte Philosophie an der Sorbonne (maîtrise 1976, Promotion 1981). 1981 begann sie im Kulturministerium zu arbeiten. Von 1986 bis 1993 wechselte sie als Lehrerin für Philosophie und Französisch an die École française in Prag. Dort erlebte sie die politische Bewegung in der Dissidentenszene, die Öffnung des eisernen Vorhangs und die Revolutionen 1989 mit. Sie lebt als freie Autorin in Paris und Pau.
Sie schrieb eine Biographie der niederländisch-jüdischen Intellektuellen Etty Hillesum.

## Rezeption
Ein Zitat von Sylvie Germain war 2022 Gegenstand des „commentaire littéraire“ im Rahmen der Prüfungen zum Baccalauréat. Die französischen Abiturienten fanden das Prüfungsthema zu schwer und ihr Frust entlud sich in einer beispiellosen Hetze im Internet gegen die Schriftstellerin. Einfache Worte wurden von den Gymnasiasten nicht verstanden. Sylvie Germain sah sich aufgrund der Hasskommentare gezwungen, von ihrem Briefkasten den Namen zu entfernen. Die den Abiturienten bereits mitgeteilten Noten werden angehoben.

## Preise
2016 erhielt sie den Prix mondial Cino Del Duca. Ihr erster Roman Le Livre des nuits erschien 1981 und erhielt mehrere Auszeichnungen (Prix du Lion’s Club International, prix du Livre insolite, prix de Passion, prix Hermès, prix de la ville de Mans, prix Grevisse). 1989 erhielt sie den Prix Femina für Jours de colère. Ihr Roman Magnus wurde mit dem 18. Prix Goncourt des lycéens ausgezeichnet (und war auf der polnischen Auswahlliste des Prix Goncourt) und ihr Roman Les Échos du silence 1997 mit dem Prix de littérature religieuse.

## Werk
- Le Livre des nuits, Gallimard, 1984
  - Das Buch der Nächte, übers. von Eva Bauer, Aufbau, Berlin 1991
- Nuit d'Ambre, Gallimard, 1987
  - Bernsteinnacht, übers. von Gertrud Berges, Rütten & Loening, Berlin 1993
- Jours de colère, Gallimard, 1989
  - Tage des Zorns, übers. von Christel Gersch, Rütten und Loening, Berlin 1992
- Opéra muet, Maren Sell, 1989
- La Pleurante des rues de Prague, Gallimard, 1991
  - Die weinende Frau in den Straßen von Prag, übers. von Christel Gersch, Aufbau, Berlin 1994
- L'Enfant Méduse, Gallimard, 1992
  - Das Medusenkind, übers. von Josef Winiger, Aufbau, Berlin 1992
- Vermeer - Patience et songe de lumière, Flohic, 1993
- Immensités, Gallimard, 1993
  - Der König ist nackt, übers. von Christel Gersch, Aufbau, Berlin 1997
- Éclats de sel, Gallimard, 1996
- Les Échos du silence Desclée de Brouwer, 1996, Neuauflage éditions Albin Michel, 2006
- Céphalophores, Gallimard, 1997
- Tobie des marais, Gallimard, 1998
  - Sara in der Nacht, übers. von Christel Gersch, Aufbau, Berlin 2001
- Bohuslav Reynek à Petrkov, Christian Pirot, 1998
- L'Encre du poulpe, Gallimard Jeunesse, 1999
- Etty Hillesum, Pygmalion Gérard Watelet, 1999, 2006
- Cracovie à vol d'oiseaux, Éditions du Rocher, 2000
- Mourir un peu, Desclée de Brouwer, 2000
- Grande Nuit de Toussaint, Le temps qu'il fait, 2000
- Célébration de la paternité, Albin Michel, 2001
- Le vent ne peut être mis en cage, Alice, 2002
- Chanson des mal-aimants, Gallimard, 2002,
- Couleurs de l’invisible Al Manar, 2002
- Songes du temps, Desclée de Brouwer, 2003
- Les Personnages, Gallimard, 2004
- Ateliers de lumière, Desclée de Brouwer, 2004
- Magnus, Albin Michel, 2005
- L'Inaperçu, Albin Michel, 2008
- Hors champ, Albin Michel, 2009
- Patinir, Paysage avec Saint Christoph, Éditions Invenit, 2010
- Quatre actes de présence, Desclée de Brouwer, 2011
- Chemin de croix, Bayard Centurion, 2011
- Le monde sans vous, Albin Michel, 2011
- Rendez-vous nomades, Albin Michel, 2012
- Petites scènes capitales, Albin Michel, 2013
- À la table des hommes, Albin Michel, 2015
- Sag mir wo die Blumen sind, En écho et miroir à Grimspound, L'Écriture des larmes (Revue Approches Nr. 164, 2016)
- Die grünen Augen. In: Sinn und Form 2/1992, S. 223–230

## Lesung
- Rencontre avec S.G. Vortrag, Disk., 12. Juni 2007 Essen, Kulturzentrum.